# Орейро Лема, Мария Мануэла
Мария Мануэла Орейро Лема (исп. Manuela Oreiro Lema de Vega; 9 ноября 1818, Мадрид — 6 мая 1854) — испанская оперная певица (сопрано). Жена (с 1838 г.) драматурга Вентуры де ла Вега, мать драматурга Рикардо де ла Вега.
Дочь чеканщика королевского Монетного двора. Осталась сиротой в четырёхлетнем возрасте. Училась с 1830 года в Мадридской консерватории у Бальтасара Сальдони и Франческо Пьермарини. Ещё в 1833 г. пела в консерваторской постановке «Севильского цирюльника» Джоаккино Россини в присутствии короля Фердинанда VII и королевы Марии Кристины. В 1836 году подписала контракт с королевскими театрами и дебютировала в опере Винченцо Беллини «Норма».
В течение двух сезонов с большим успехом пела в различных партиях итальянского репертуара, но после состоявшейся 1 апреля 1838 года свадьбы покинула сцену. В ноябре 1841 года, однако, возобновила сценическую карьеру, выступая главным образом вместе с первым тенором мадридской оперной сцены Джованни Баттиста Рубини. Среди важнейших партий этого периода — заглавная партия в опере Гаэтано Доницетти «Лючия ди Ламмермур».